# Islam au Niger

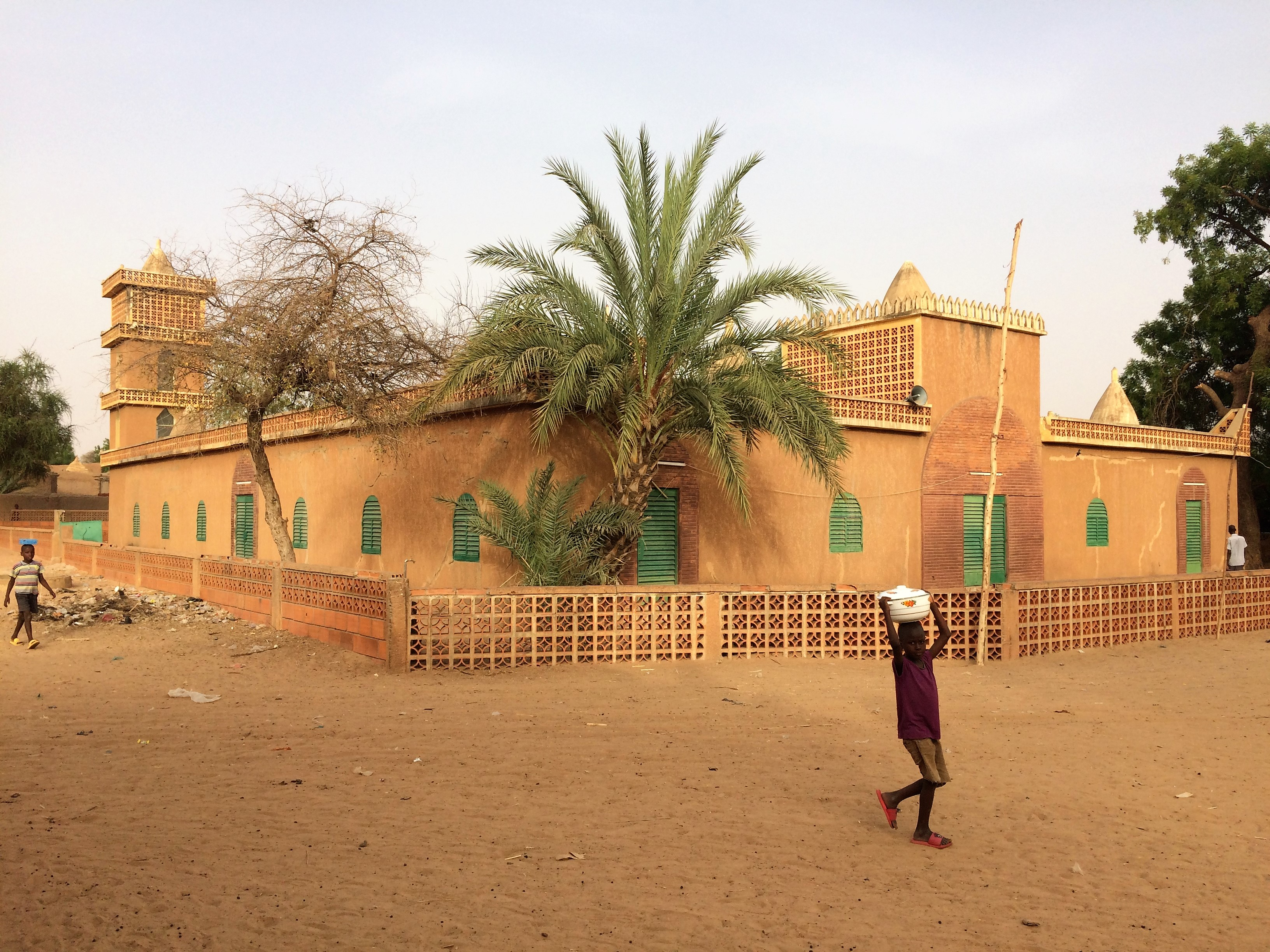
La mosquée de Dantiandou, dans le département de Kollo, au Niger

L'islam au Niger est la principale religion du pays, pratiqué par 99 % de la population. Environ 95 % des musulmans du Niger sont sunnites. L'islam est arrivé dans les territoires qui forment aujourd'hui le Niger, vers 663 par le général et grand conquérant Oqba Ibn Nafi al-Fihri qui à partir du Fezzan fit un passage remarqué dans le Kaouar. Le Niger est un pays membre de l'Organisation de la coopération islamique (OCI).